# 輪島市立本郷小学校
輪島市立本郷小学校（わじましりつ ほんごうしょうがっこう）は、石川県輪島市にあった小学校。

## 沿革
- 1971年（昭和46年）4月1日 - 内保小学校と別所小学校が統合して門前町立本郷小学校が設立。校歌は本郷中学校のものが採用された。
- 2006年（平成18年）
  - 2月1日 - 門前町が合併して輪島市となり輪島市立本郷小学校と改称する。
  - 4月1日 - 櫛比小学校、七浦小学校と統合し輪島市立門前東小学校が設立される。

## 通学区域
本郷中学校の通学区域と同じだった。
- 輪島市 門前町二又川、門前町鑓川、門前町平、門前町堀腰、門前町百成、門前町東大町、門前町別所、門前町荒屋、門前町地原、門前町定広、門前町長井坂、門前町原、門前町貝吹、門前町能納屋、門前町谷口、門前町嶺、門前町俊兼、門前町四位、門前町滝上、門前町内保、門前町本内

## 進学
- 卒業生は門前中学校へ進学した。